# 화명초등학교
화명초등학교는 대한민국 부산광역시 북구 화명동 256에 있는 공립 초등학교이다.

## 학교 연혁
| 2021.03.01 | 24학급 편성(특수1학급 포함) 북부영재교육원 거점학교(수학 5~6학년 1개반) 1년차 부산 다행복학교 지정 및 운영 부산다행복학교 4년차 |
| 2021.02.19 | 제73회 졸업식(남17명, 여21명, 총38명, 누계10,368명)                                                                             |
| 2021.02.15 | 무선AP 구축(23대) 노후 구축(2대)                                                                                                |
| 2021.01.15 | 1학년 교실개선사업 공사 |
| 2020.12.31 | 도서관 리모델링 공사 |
| 2020.11.30 | 후관동, 본관1층(어린이집앞) 화장실 리모델링 공사                                                                                |
| 2020.09.20 | 강단 바닥 교체 공사, 급식실 바닥 교체 공사                                                                                      |
| 2020.07.31 | 무한상상실 구축 (스마트교실) |
| 2020.07.24 | 키폰 주장치 보드 교체 |
| 2020.05.07 | 본관 1층 열화상카메라 설치 |
| 2020.03.02 | 신입생(남22명, 여20명 총42명)                                                                                                   |
| 2020.03.01 | 17학급 편성(특수1학급 포함) 북부영재교육원 거점학교(수학 5~6학년 1개반) 4년차 부산 다행복학교 지정 및 운영 부산다행복학교 3년차 |
| 2020.02.21 | 제72회 졸업식(남18명, 여25명 총43명 누계 10,330명)                                                                              |
| 2019.10.28 | 학교 건물 내진 보강공사 완료 |
| 2019.10.04 | 운동장 야외학습장 설치 |
| 2019.09.20 | 뒷건물 방범용 담장 울타리 설치                                                                                                  |
| 2019.09.01 | 제 26대 문임선 교장 부임 |
| 2019.08.30 | 정화조 배수관 교체 |
| 2019.08.23 | 본관 남자화장실 미닫이 출입문 설치                                                                                              |
| 2019.04.01 | 스마트패드 충전기 2대 설치 |
| 2019.03.05 | 배움터지킴이 이동식초소 구입(주차장정문)                                                                                        |
| 2019.03.04 | 입학식(남35명, 여41명, 총76명)                                                                                                  |
| 2019.03.01 | 부산 다행복학교 지정 및 운영부산다행복학교 2년차                                                                                |
| 2019.03.01 | 2019학년도 북부영재교육원 거점학교(수학 5,,6학년 1개반)                                                                         |
| 2019.03.01 | 17학급(특수1학급포함)편성 |
| 2019.02.21 | 제 71회 졸업식(남25명,여28명 계53명)                                                                                            |
| 2018.10.12 | 교내 난방기 교체 공사 완료 |
| 2018.03.01 | 제 25대 하승희 교장 부임 |
| 2018.03.01 | 부산 다행복학교 지정 및 운영 |
| 2018.03.01 | 17학급(특수1학급포함)편성 |
| 2018.02.20 | 제 70회 졸업식(남31명,여13명 계44명)                                                                                            |
| 2017.08.31 | 천장 텍스 교체 |
| 2017.03.01 | 16학급(특수1학급 포함)편성 |
| 2017.02.17 | 제 69회 졸업식(남 33명, 여 27명 계 60명)                                                                                        |
| 2016.03.01 | 17학급(특수1학급 포함)편성 |
| 2016.02.19 | 제 68회 졸업식(남41명, 여 29명, 계 70명)                                                                                        |
| 2015.12.28 | 'Run&Learn 여학생 체육대상' 우수학교(전국초등학교 중 1교 선정) 교육부장관표창                                                   |
| 2015.09.20 | 스포츠클럽 풋살대회(여초부)우승-교육감표창                                                                                      |
| 2015.03.01 | 17학급(특수1학급 표함)편성 |
| 2015.02.17 | 제 67회 졸업식(남 33명, 여 33명, 계 66명)                                                                                       |
| 2014.12.31 | 전국학교스포츠클럽대회(페어플레이상) 문화체육관광부장관표창                                                                     |
| 2014.12.29 | 전국 초중고 학생 나눔 공모전(단체상부문 최우수상) 교육감표창                                                                    |
| 2014.12.26 | 7560＋ 운동(줄넘기프로그램 운영) 우수학교 교육감표창                                                                            |
| 2014.03.01 | 제 24대 석철민 교장 부임 |
| 2014.02.17 | 제 66회 졸업식(남 43명, 여 29명 계 72명)                                                                                        |
| 2013.03.01 | 제 23대 이한근 교장 부임 |
| 2013.03.01 | 18학급(특수 1학급 포함) 편성 |
| 2013.02.22 | 장애인 승강기 및 화장실 증축 |
| 2013.02.15 | 제 65회 졸업식(남56명, 여 51명 계 107명)                                                                                        |
| 2012.04.02 | 수업분석실 설치 |
| 2012.02.15 | 제 64회 졸업(졸업생 남 55명, 여 51명 계 106명)                                                                                  |
| 2012.02.01 | 독서교육종합지원 시스템 활용 우수 학교 선정                                                                                     |
| 2011.11.15 | 영재교육 정책연구학교 발표 |
| 2011.09.01 | 제 22대 박외식 교장 부임 |
| 2011.03.01 | 영재교육 정책연구학교 선정(시교육청)                                                                                            |
| 2011.03.01 | 21학급 편성(특수1학급 포함) |
| 2011.02.19 | 제 63회 졸업(졸업생 남 81명, 여 53명, 계134명)                                                                                  |
| 2010.04.01 | 흡연예방 선도학교 운영(2년차)                                                                                                   |
| 2010.03.02 | 22학급 편성(특수1학급포함) |
| 2010.02.19 | 제 62회 졸업(졸업생 남 67명,여 48명, 계115명)                                                                                   |
| 2009.07.02 | 모둠학습실 현대화 |
| 2009.03.01 | 제 21대 이상목 교장 부임 |
| 2009.02.28 | 화장실, 방송실 현대화 |
| 2007.11.20 | 과학실, 급식실 현대화 |
| 2007.07.20 | 화명정보도서관현대화 |
| 2005.03.02 | 부산시교육청지정 체육교육 연구학교 운영                                                                                         |
| 2003.11.07 | 본관 후관 연결 복도 증축 |
| 2003.07.01 | 교실 냉난방 시설 (40개 교실) |
| 2002.12.20 | 교육 정보화 우수학교 표창 |
| 2002.11.06 | 학습부진학생 자율시범학교 운영                                                                                                  |
| 2000.03.01 | 수업개선연구 중심학교(열린교육 협력학교) 지정                                                                                   |
| 1999.03.01 | 시교육청 평생교육 시범학교 지정                                                                                                 |
| 1998.08.16 | 과학탐구 올림픽 과학실험대회 전국 최우수                                                                                        |
| 1997.09.20 | 다목적실준공 |
| 1996.03.01 | 화명초등학교로 개정 |
| 1963.01.01 | 부산직할시로 편입, 부산화명국민학교로 개명(7학급)                                                                               |
| 1946.08.31 | 2대 교장 권상덕 취임 |
| 1945.11.30 | 초대교장 홍후봉 취임 |
| 1945.09.24 | 국민학교로 재개교 |
| 1943.05.20 | 화명국민학교로 개편 설립 인가(1학급 편성)                                                                                       |
| 1935.03.21 | 구포 보통학교 부설 화명 간이학교로 분리                                                                                         |

## 참고 자료
- 화명초등학교 - 한국교육학술정보원 학교알리미